# La Grosse Combine
Pour plus de détails, voir Fiche technique et Distribution.
La Grosse Combine (titre original : Il furto è l'anima del commercio!?...) est un film franco-italien réalisé par Bruno Corbucci et sorti en 1971.

## Fiche technique
- Titre français : La Grosse Combine
- Titre original : Il furto è l'anima del commercio!?...
- Réalisation : Bruno Corbucci, assisté de Mauro Macario
- Scénario : Bruno Corbucci, Franco Castellano, Giuseppe Moccia
- Photographie : Luigi Kuveiller
- Montage : Tatiana Casini Morigi
- Musique : Fred Bongusto
- Décors : Guido Josia
- Costumes : Luciana Marinucci
- Producteur :Dino De Laurentiis
- Société de production : Dino De Laurentiis Cinematografica
- Pays d'origine :  Italie |  France
- Langue : italien
- Format : couleur (Eastmancolor) — 35 mm — 2,35:1 — Son : Mono
- Genre : comédie
- Durée : 105 minutes
- Dates de sortie :
  - Italie : 9 juillet 1971
  - France : 1er septembre 1971

## Distribution

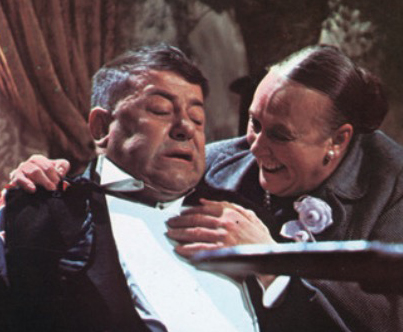
Francis Blanche et Ave Ninchi dans une scène du film.

- Alighiero Noschese (VF : Philippe Dumat) : Gaetano Gargiulo
- Enrico Montesano (VF : Jacques Balutin) : Libero Sbardellone
- Pia Giancaro (VF : Perrette Pradier) : Marcella
- Bernard Blier : le docteur Persichelli
- Giacomo Furia (VF : Henry Djanik) : le commissaire Malmone
- Francis Blanche : Sigfrid
- Enzo Cannavale : Mortaretto
- Lino Banfi : Mammoletta
- Elio Crovetto (it) : Scimmione
- Ignazio Leone : le commissaire Santuzzi
- Liliana Chiari (VF : Claude Chantal) : Silvana Santuzzi
- Ave Ninchi (VF : Marie Francey) : la veuve Caccavallo
- Gino Maringola (it) : le conducteur de l'aéroport
- Andrea Lala (it) : le vendeur de chaussures